# Pingo-de-ouro
Duranta erecta, popularmente conhecida como Pingo-de-ouro ou Violeteira, é uma planta arbustiva nativa desde o México até a América do Sul e o Caribe. É amplamente cultivada como planta ornamental em jardins tropicais e subtropicais no mundo todo e se naturalizou em vários locais.

## Características
Geralmente é um arbusto extenso, mas (raramente) pode ser uma pequena árvore. Pode crescer até 6 metros (20 pés) de altura e sua copa atingir o mesmo tamanho. Espécimes maduros têm espinhos axilares, que muitas vezes estão ausentes em espécimes mais jovens. As folhas são verdes claras, elípticas a ovais, opostas, e crescem até 7,5 centímetros (3,0 polegadas) de comprimento e 3,5 centímetros (1,4 polegada) de largura, com um pecíolo de 1,5 centímetro.
As flores podem ser da cor azul claro ou lilás, produzidas em pequenas inflorescências localizadas nos caules terminais e axilares, florescendo quase o ano todo. O fruto é uma pequena baga globosa, amarela ou laranja, com até 11 milímetros (0,43 polegadas) de diâmetro e contendo várias sementes.

### Toxicidade
As folhas e os frutos da Pingo-de-ouro são venenosas para pessoas e animais de estimação como cães e gatos, tendo relatos de várias mortes. No entanto, os pássaros canoros comem a fruta sem efeitos negativos. São princípio ativo: esteroide e saponinas triterpênicas. A ingestão dos frutos poderá causar febre, sono, dilatação da pupila, taquicardia, inchaço da boca e olhos, convulsões e desarranjo gastrointestinais. 

## Cultivares
Há uma grande variedade de cultivares disponíveis, incluindo 'Alba', 'Aurea', 'Aussie Gold', 'Gold Mound', 'Geisha Girl', 'Sapphire Showers', e 'Variegata'.

### Brasil
As variedades 'Aurea' e 'Gold Mound' são as mais cultivadas no paisagismo brasileiro. Ambas são conhecidas como Violeteira-dourada por suas folhas serem da cor verde-amarelado. 
- Aurea: Nativa do Brasil. Se multiplica por estaquia, sendo raro a germinação de sementes. Os ramos são espinhentos e os frutos pequenos e amarelos surgem no outono, atraindo pássaros. Se não podada, produz flores arroxeadas, róseas ou brancas. Tem um crescimento rápido e é muito cultivada para topiária, sebes e bonsais.[4][5]

- Gold Mound: Pode crescer de 1 a 1,5 metro. As folhas são amarelo-douradas, principalmente as mais jovens, meio duras, sem pelos, com as margens lisas e variam de 3 a 5 centímetros de comprimento. As inflorescências são do tipo espigas pendentes e aparecem nas pontas dos ramos, com flores azul-arroxeadas ou brancas formadas na primavera e verão.[6]

## Galeria

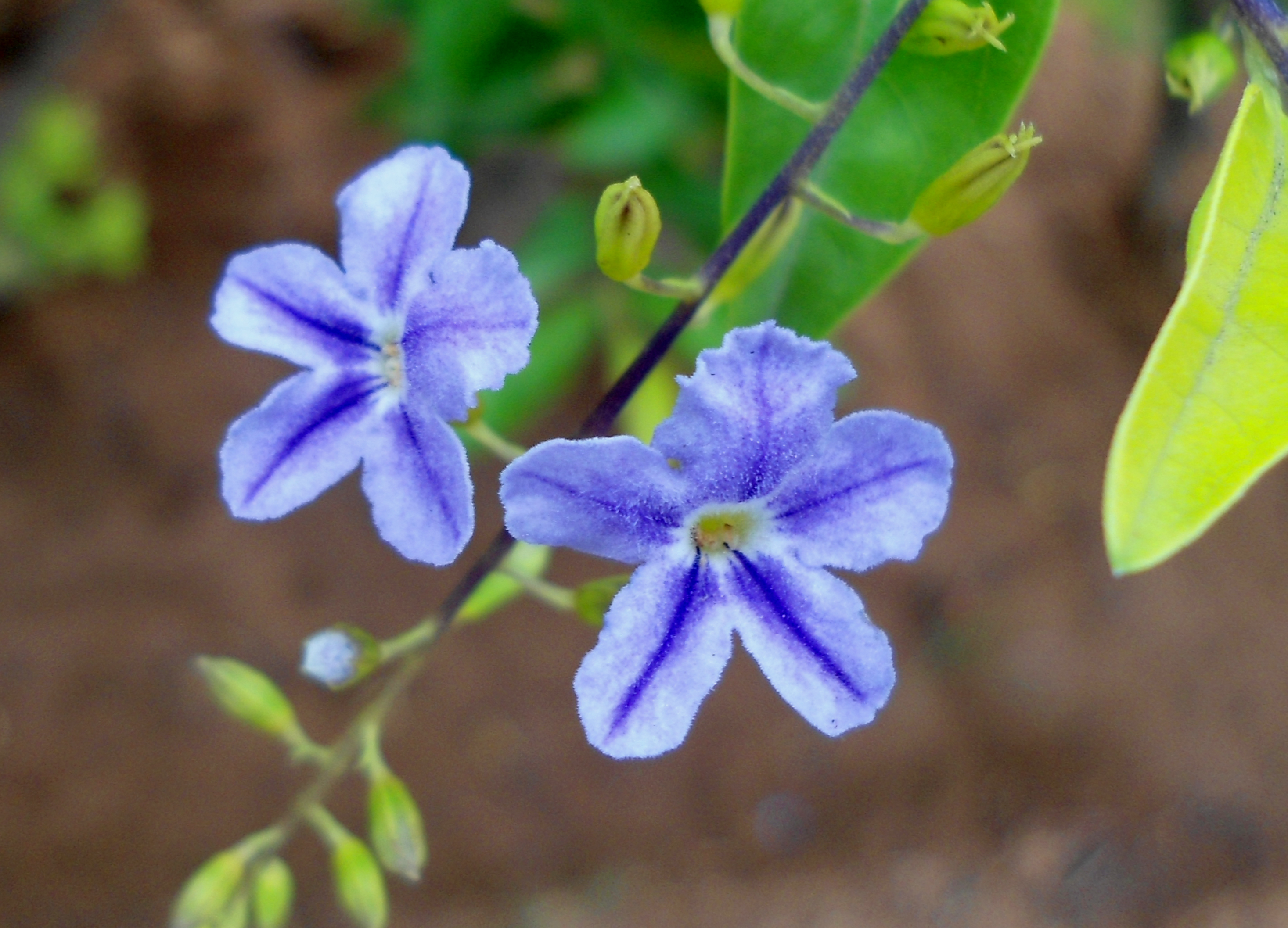
Flores na cor azul claro
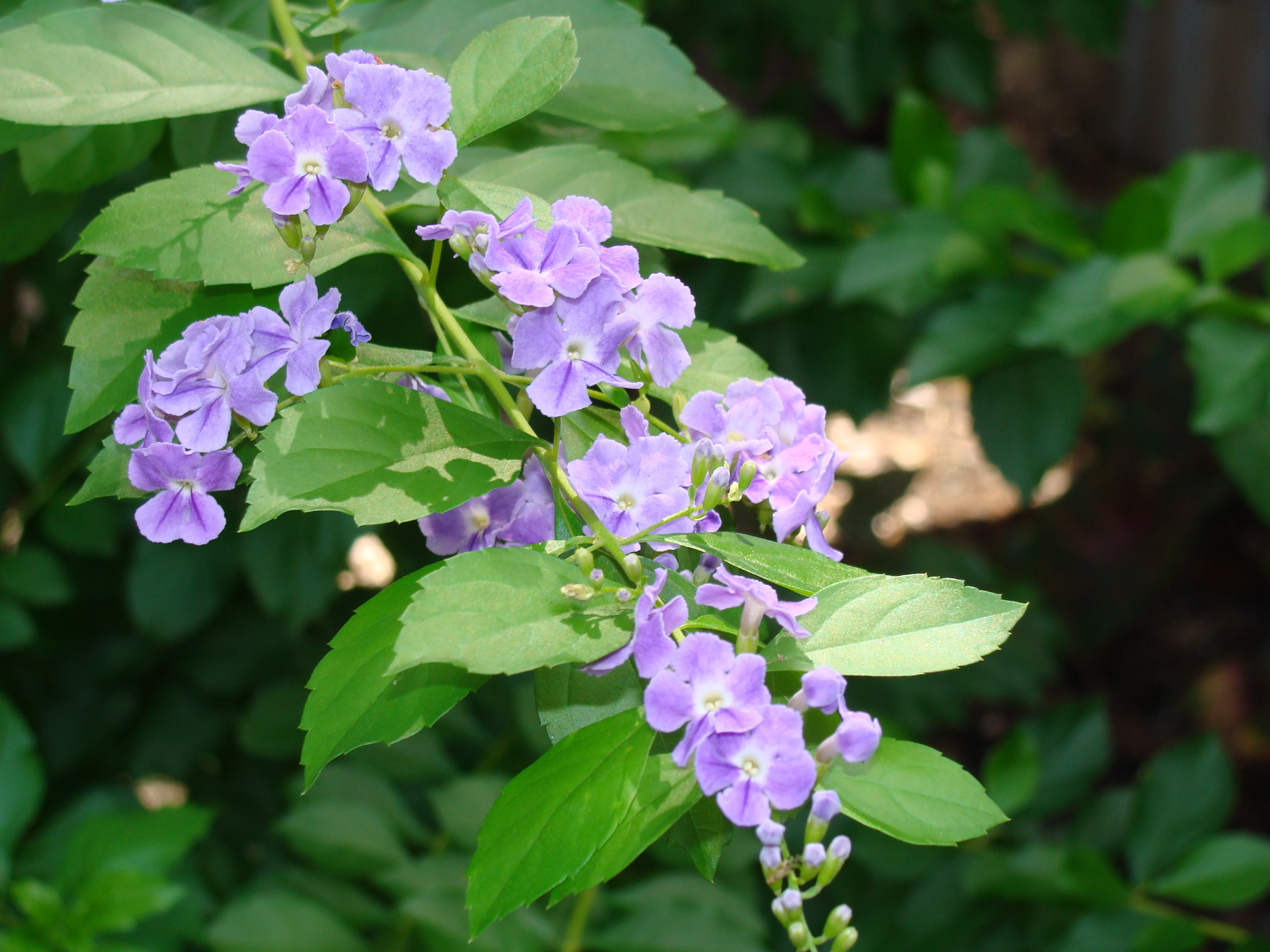
Flores na cor lilás
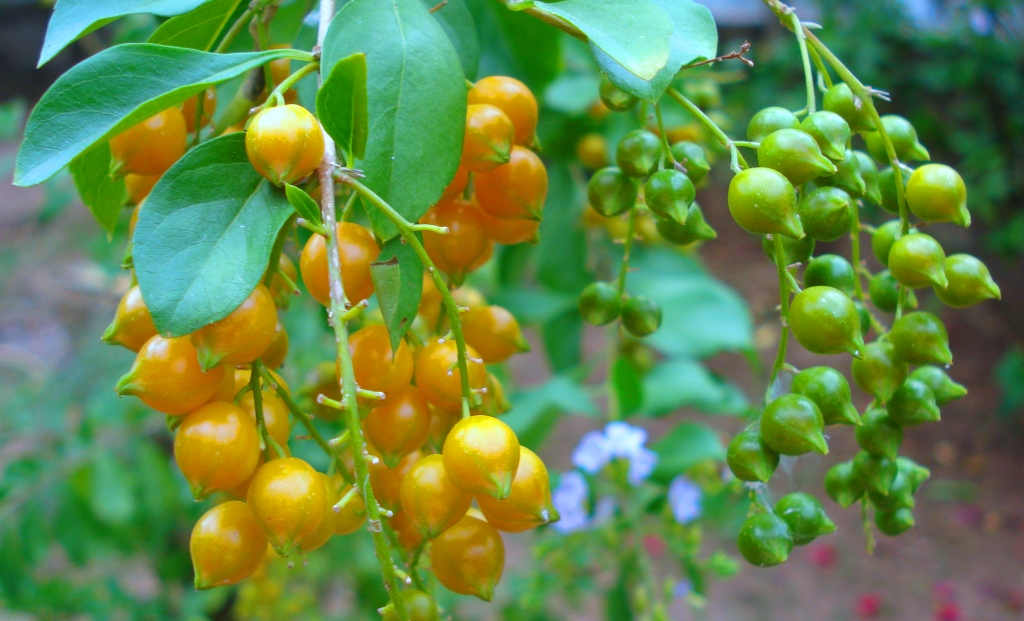
Frutos maduros e verdes
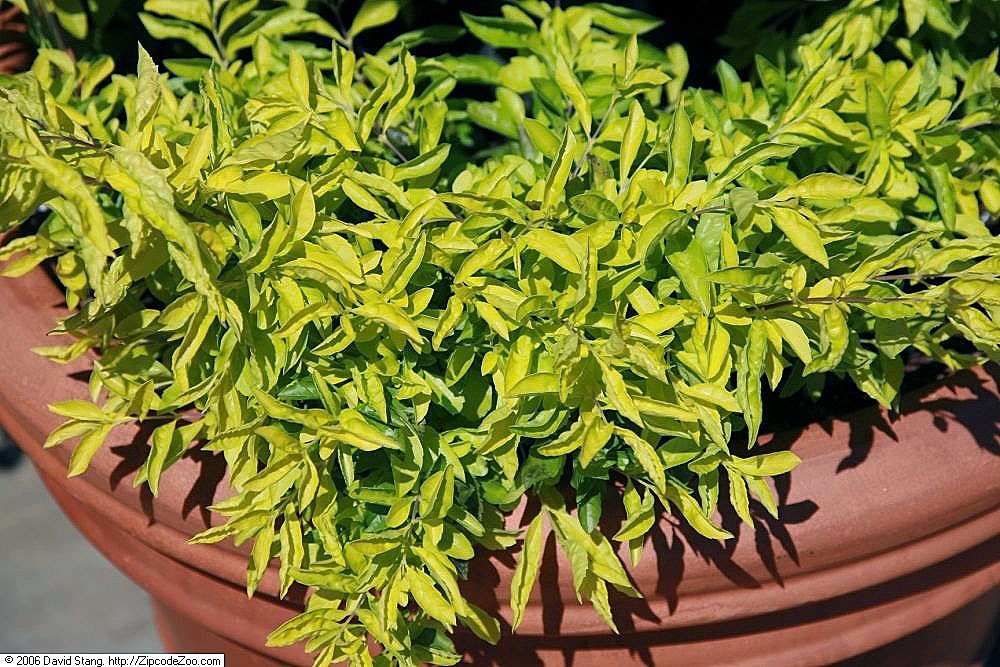
Cultivar 'Aurea'
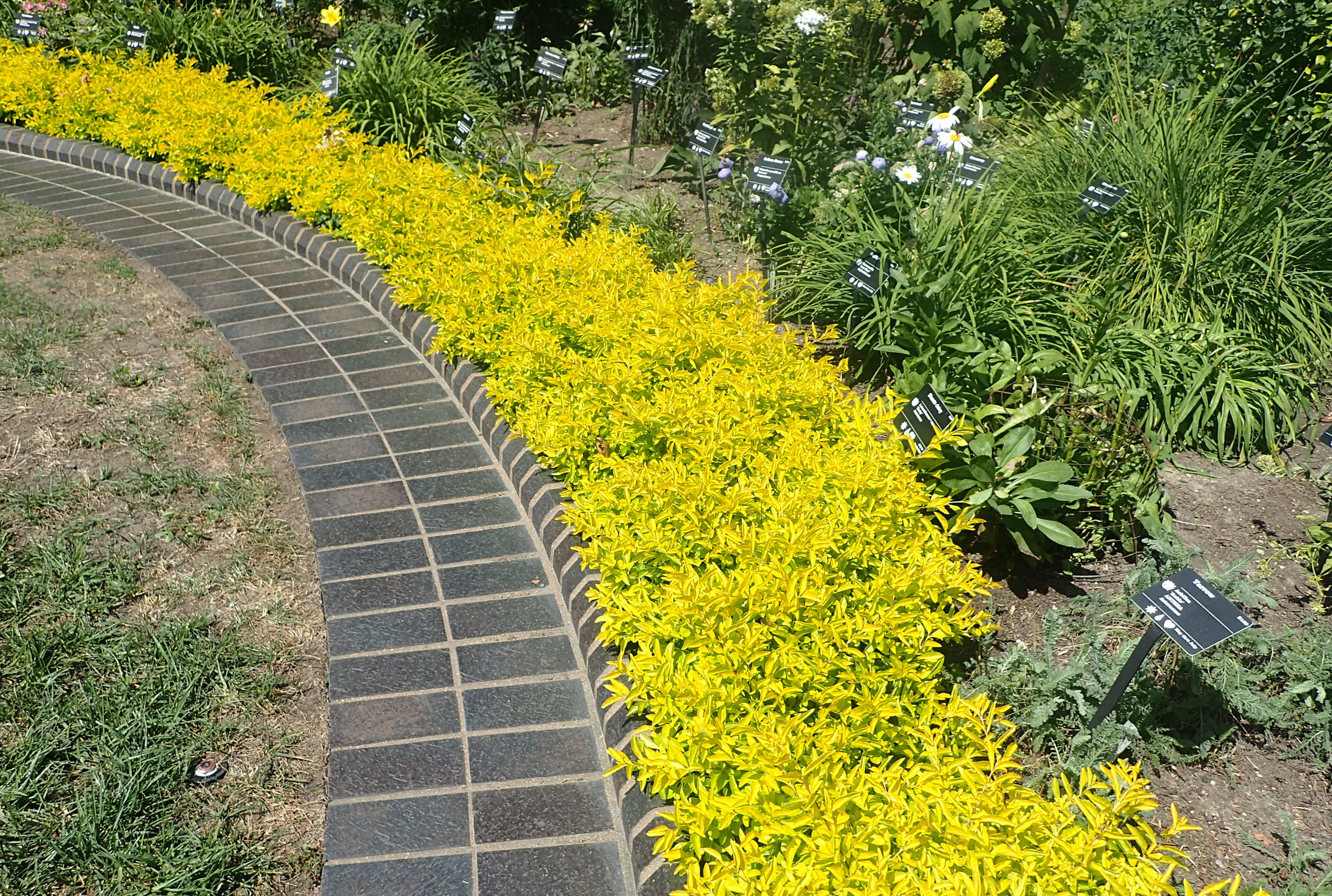
Cultivar 'Gold Mound'